# Zavèn Andriassian
Zavèn Andriassian (de vegades transliterat com a Andriasyan); (en armeni: Զավեն Անդրիասյան), nascut l'11 de març de 1989, és un jugador d'escacs armeni, que té el títol de Gran Mestre des de 2006.
A la llista d'Elo de la FIDE de l'abril de 2023, hi tenia un Elo de 2579 punts, cosa que en feia el jugador número 12 (en actiu) d'Armènia. El seu màxim Elo va ser de 2645 punts, a la llista de març de 2011 (posició 105 al rànquing mundial).
|  |

## Resultats destacats en competició
Andriassian va guanyar el Campionat d'Europa Sub-16 el 2005 i el Campionat del món juvenil el 2006.
El novembre de 2010 va guanyar la final de la Copa de Rússia, superant Artiom Timoféiev a la segona partida de la final.
El gener de 2012 fou segon al Campionat d'Armènia de Chess960. El desembre de 2012 empatà als llocs 1r-3r amb Oleksandr Kovtxan i Sipke Ernst al Festival d'escacs de Groningen.
El gener de 2016 fou campió d'Armènia, amb 8 punts d'11 (+5 =6 -0), a Erevan.
L'abril de 2017 empatà al tercer lloc, però fou quart per desempat al 44è Obert Internacional de La Roda, Albacete; el campió fou José Angel Guerra Méndez.

## Partides notables
- Andriassian va vèncer el GM alemany Falko Bindrich al torneig World Youth Stars de 2007 en una partida especialment ben jugada:

1. Cf3 d5 2. d4 Cf6 3. c4 c6 4. e3 e6 5. Cbd2 c5 6. cxd5 exd5 7. Ae2 Cc6 8. dxc5 Axc5 9. O-O O-O 10. a3 a5 11. Cb3 Ab6 12. Ad2 Ce4 13. Ae1 Ag4 14. Cfd4 Axe2 15. Cxe2 Te8 16. Dd3 Dd6 17. Td1 Ac7 18. g3 Tad8 19. Cc3 Ce5 20. De2 De6 21. Rg2 b6 22. Cd4 Dg6 23. Ccb5 Ab8 24. Tc1 h5 25. h3 Cc5 26. Td1 Ced3 27. Cf3 Cf4
- Zaven Andriasian vs Maxim Rodshtein, Campionat del món júnior de 2006, defensa francesa, variant Tarrasch, defensa Chistyakov moderna (C07), 1-0

## Llibres
- Andriassian, Zavèn. Winning with the Najdorf Sicilian.  New In Chess, 2013. ISBN 978-90-5691-429-5 [Consulta: 24 gener 2016].
- Andriassian, Zavèn. The English Attack against the Taimanov Sicilian.  New In Chess, 2015. ISBN 978-90-5691-555-1 [Consulta: 24 gener 2016].